# Droga wojewódzka 264
Die Droga wojewódzka 264 (DW 264) ist eine 23 Kilometer lange Droga wojewódzka (Woiwodschaftsstraße) in der polnischen Woiwodschaft Großpolen, die Sławoszewek mit Konin verbindet. Die Strecke liegt im Powiat Koniński und in der kreisfreien Stadt Konin.

## Streckenverlauf
Woiwodschaft Großpolen, Powiat Koniński
-  Sławoszewek (DW 263)
- Kleczew (Lehmstädt)
- Kazimierz Biskupi (Kazimierz Biskupi)
- Władzimirów
- Wola Łaszczowa
- Posada

Woiwodschaft Großpolen, Kreisfreie Stadt Konin
-  Konin (A 2, DK 25, DK 72, DK 92, DW 266)